# Phyllonorycter crataegella
Phyllonorycter crataegella är en fjärilsart som först beskrevs av James Brackenridge Clemens 1859.  Phyllonorycter crataegella ingår i släktet guldmalar, och familjen styltmalar. Inga underarter finns listade i Catalogue of Life.